# ستيف غراند
ستيف غراند (بالإنجليزية: Steve Grand)‏ هو مغن مؤلف وعارض وعازف بيانو وعازف قيثارة أمريكي، ولد في 28 فبراير 1990 في شيكاغو في الولايات المتحدة.

## وصلات خارجية
- الموقع الرسمي
- ستيف غراند على موقع IMDb (الإنجليزية)
- ستيف غراند على موقع ميوزك برينز (الإنجليزية)
- ستيف غراند على موقع ديسكوغز (الإنجليزية)
- ستيف غراند على موقع قاعدة بيانات الفيلم (الإنجليزية)